# Isabel Cristina Mrad Campos
Isabel Cristina Mrad Campos (ur. 29 lipca 1962 w Barbacena, zm. 1 września 1982 w Juiz de Fora) – brazylijska świecka chrześcijanka, męczennica, błogosławiona Kościoła katolickiego.

## Życiorys
Urodziła się jako córka José Mendesa Camposy i Heleny Mrad, miała brata Roberta. Jej chrzest odbył się 15 sierpnia w miejscowym kościele parafialnym Nossa Señhora da Piedade w Barbacenie; bierzmowanie przyjęła 22 kwietnia 1965 w bazylice San José z rąk arcybiskupa Oscara de Oliveiry, a pierwszą komunię świętą przyjęła 26 października 1969 r. w szkole prowadzonej przez Siostry Wincentynki.
Mrad Campos, czule nazywana "Cris", uczyła się w Kolegium Immaculata prowadzonym przez Siostry Wincentyńskie, stając się znaną ze swej dobroci i ponadprzeciętnej inteligencji, która wyróżniała ją spośród rówieśników. W tym czasie często pomagała biednym i starym, dostarczając im żywność lub inne niezbędne rzeczy. W tym okresie dołączyła do Młodych Wincentianów, którzy podlegali głównej grupie. Jej celem życiowym było zostanie lekarzem pediatrą, aby opiekować się biednymi dziećmi, również z nadzieją, że będzie to robić w Afryce.
15 sierpnia 1982 przeniosła się wraz z bratem o Juiz de Fora do małego wynajętego mieszkania, które znajdowało się w pobliżu kościoła i szkoły, gdzie Mrad Campos miała zdawać egzamin wstępny na medycynę. Po wprowadzeniu się, natychmiast zaczęła uporządkować i kupować wyposażenie do domu. 30 sierpnia 1982 wynajęła montażystę Maurilio Almeida Oliveira, który cieszył się dobrą opinią, był godny zaufania i miał rozsądne ceny za swoje usługi, aby zainstalować wyposażenie. Podczas jego pracy zaczęli ze sobą rozmawiać, jednak ona stawała się coraz bardziej niezręczna z powodu jego licznych sugestywnych uwag, w których prosił ją o pójście z nim na randkę, mimo że prosiła go o szybkie zakończenie pracy i mówiła mu, że nie jest zainteresowana. Następnie powiedział jej, że musi wyjść po brakującą część, aby mógł ją zamontować następnego dnia lub później. Po powrocie brata opowiedziała mu o tym spotkaniu.
1 września 1982, dzień po spotkaniu z montażystą, została przez niego brutalnie zamordowana, po tym jak odmówiła mu skorzystania z jego sugestywnych uwag próbując ją zaatakować i zgwałcić. Chwycił ją i uderzył krzesłem, a następnie zakneblował prześcieradłem i związał, po czym rozerwał jej ubranie. Mrad Campos walczyła z nim i próbowała wołać o pomoc, a on zwiększył głośność w radiu i telewizji, aby stłumić jej krzyki. Sfrustrowany jej oporem zadał jej piętnaście ciosów nożem, po czym uciekł z przerażenia. Późnym wieczorem brat odnalazł jej ciało i śledztwo wykazało, że nie została zgwałcona w czasie brutalnego morderstwa, miała trzynaście ran kłutych w plecy i dwie w pachwinę. Została pochowana na cmentarzu komunalnym w Santo Antônio, jednak w późniejszym czasie jej szczątki przeniesiono do kościoła parafialnego Nuestra Señora de la Piedad w Barbacena.

## Beatyfikacja
Jej proces beatyfikacyjny rozpoczął się 18 listopada 2000 po wydaniu przez Kongregację Spraw Kanonizacyjnych w Rzymie oficjalnego dekretu "nihil obstat", który umożliwił archidiecezji mariańskiej przeprowadzenie dochodzenia w sprawie jej życia i świętości. Proces diecezjalny rozpoczął się w Marianie 26 stycznia 2001, a zakończył dziesięć lat później, 1 września 2009. Wyniki dochodzenia zostały przesłane do kongregacji, która 3 grudnia 2010 wydała reskrypt zatwierdzający proces jako zgodny z jej przepisami, a 6 grudnia 2013 kolejny akt dotyczący dodatkowych przedłożonych dowodów. Postulacja (urzędnicy odpowiedzialni za sprawę) przedłożyła oficjalne dossier "Positio" do oceny, po czym teologowie i członkowie kongregacji ocenili i zatwierdzili jego treść.
27 października 2020 papież Franciszek zatwierdził dekret o jej męczeństwie, co otwiera drogę do jej beatyfikacji. 10 grudnia 2022 podczas uroczystej eucharystii pod przewodnictwem kard. Raymundo Damasceno Assisa, arcybiskupa seniora Aparecidy, Isabela Cristina został beatyfikowana i ogłoszona błogosławioną Kościoła katolickiego.